# 그레이트 왈츠
그레이트 왈츠(The Great Waltz)는 미국에서 제작된 줄리앙 뒤비비에르 감독의 1938년 드라마 영화이다. 리오넬 앳윌 등이 주연으로 출연하였고 버나드 H. 하이만 등이 제작에 참여하였다.

## 출연

### 주연
- 리오넬 앳윌
- 허먼 빙

### 조연
- 커트 보이스
- 미나 곰벨
- 페르난드 그라비
- 휴 허버트
- 조지 휴스턴
- 헨리 헐

## 제작진
- 원작자: 고트프리드 레인하드트
- 미술: 세드릭 기븐스